# Ephedraceae

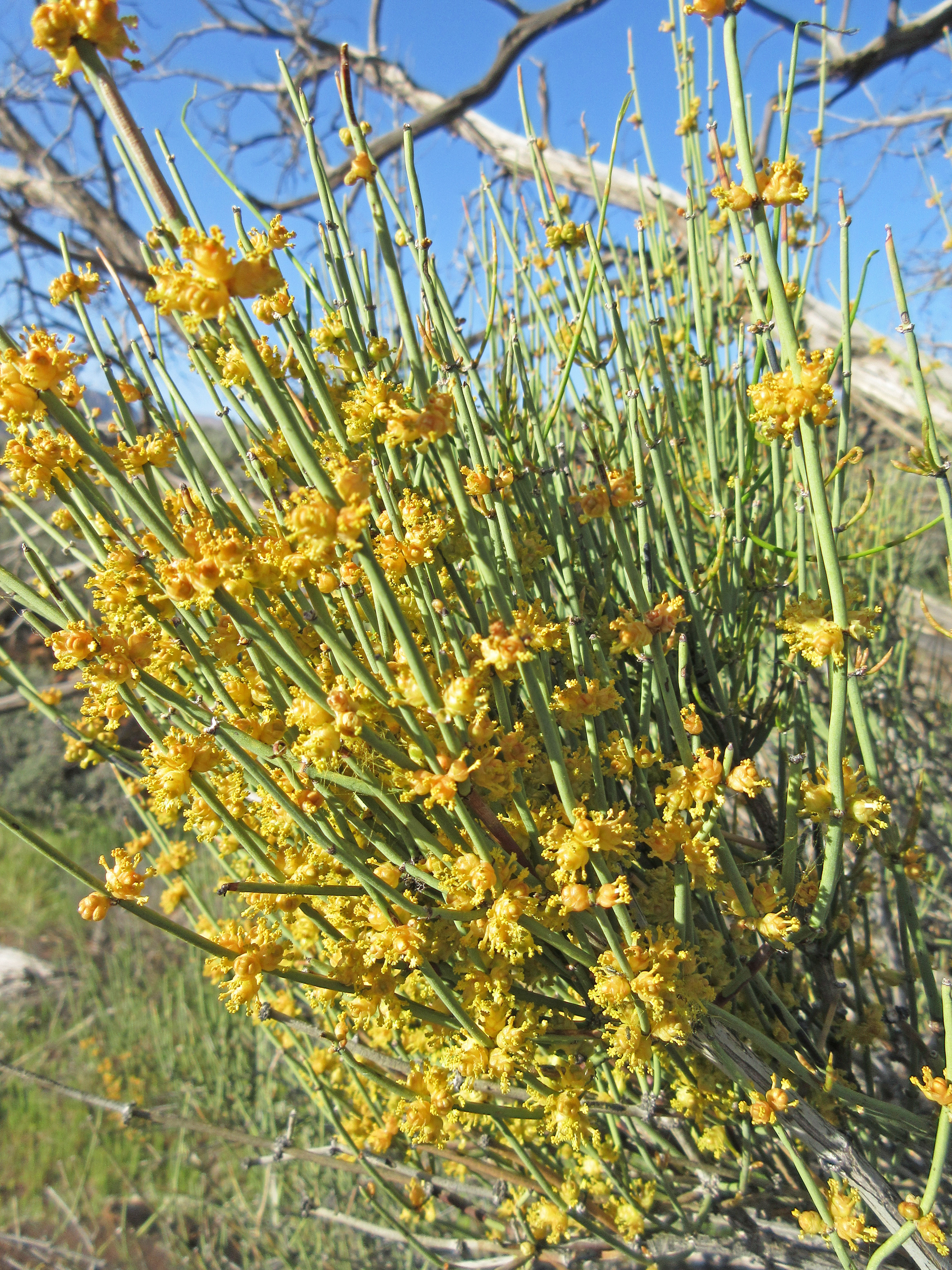
Ephedra nevadensis.

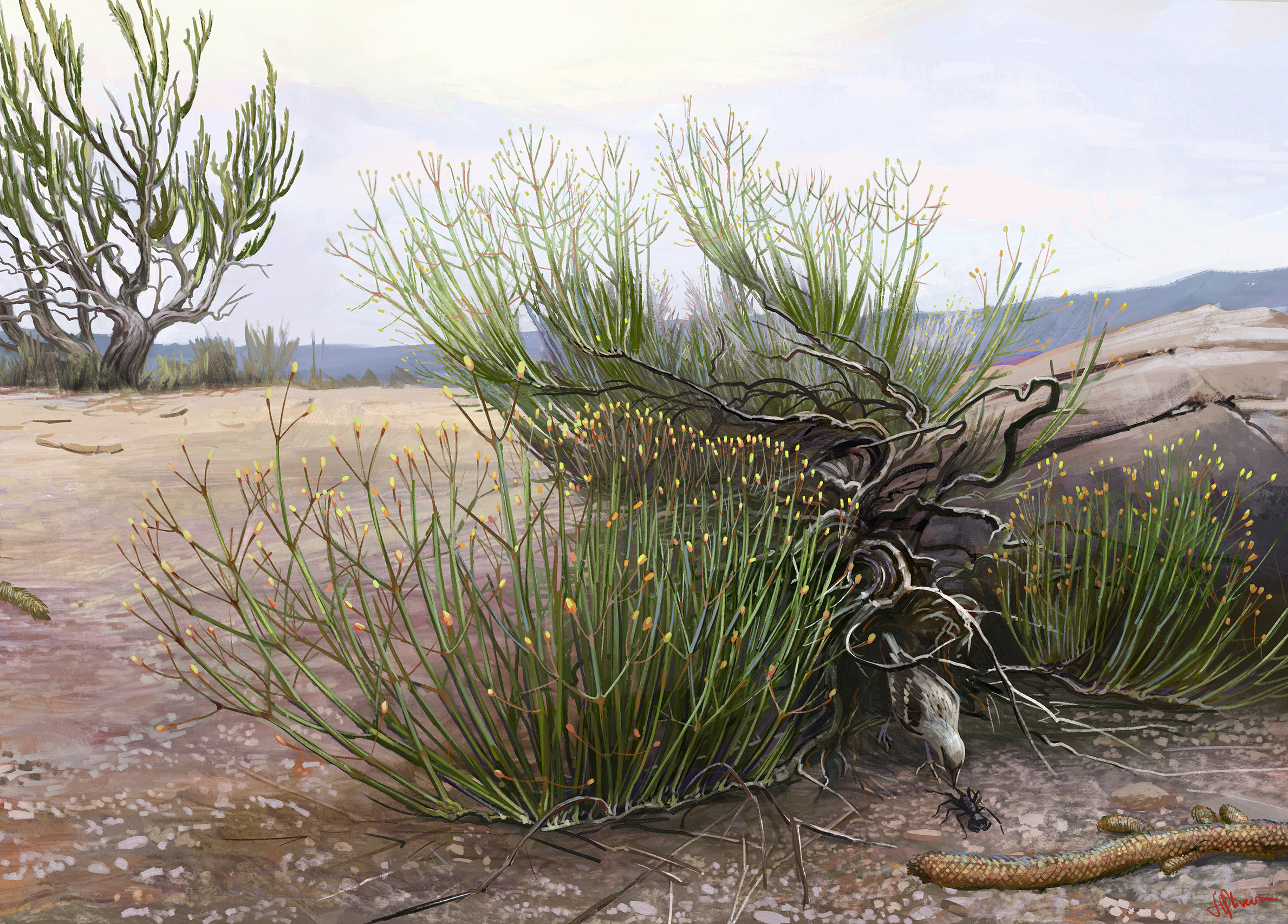
Reconstituição da morfologia e hábito do género fóssil Arlenea do Cretáceo Inferior do Brasil.

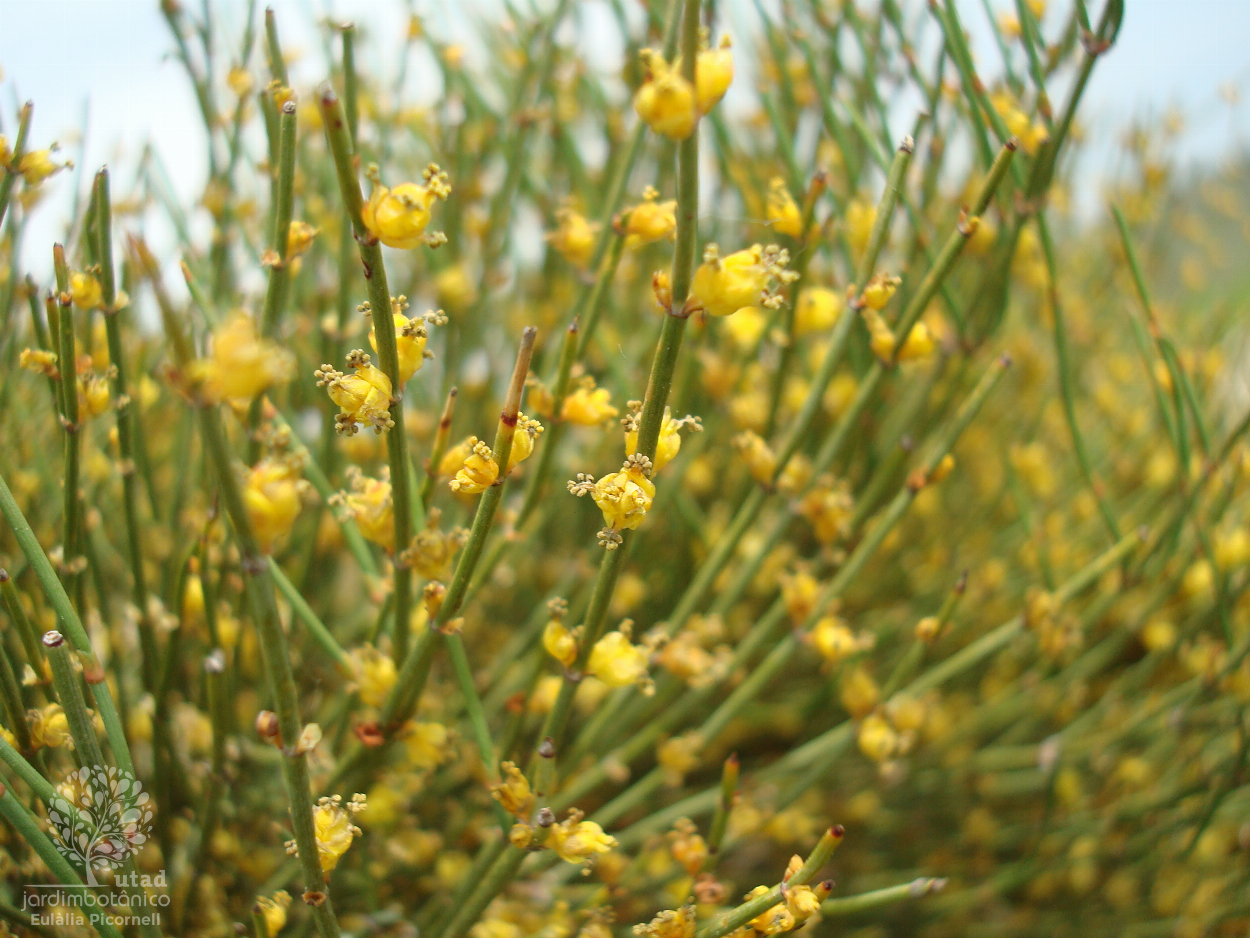
Ephedra nebrodensis ssp. nebrodensis.

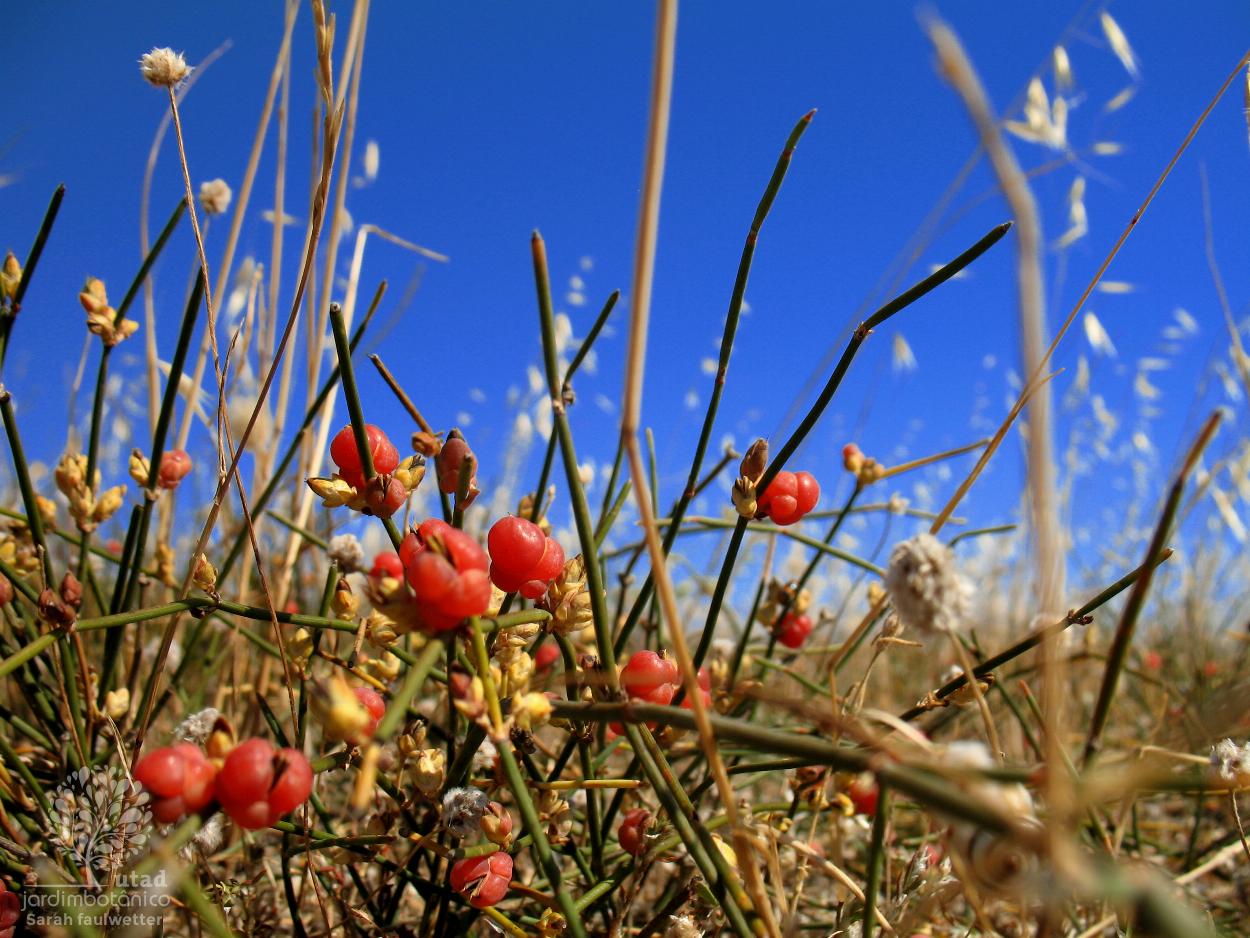
Ephedra distachya ssp. distachya.

Ephedraceae é uma família de plantas acrogimnospérmicas pertencentes à ordem Gnetales que inclui apenas um único género extante, Ephedra, em conjunto com um grande número de géneros extintos, maioritariamente conhecidos do registo fóssil do Cretáceo Inferior.

## Descrição
As famílias Ephedraceae Dumort., 1829, Gnetaceae e Welwitschiaceae, embora com características bastante distintas, são as famílias que compõem a ordem Gnetales. Atualmente, estão 93 espécies extantes classificadas naquela ordem. As plantas extantes que integram a família Ephedraceae (ordem Gnetales) estão classificadas em apenas um género, Ephedra, cuja espécie tipo, Ephedra distachya (sin.: Ephedra vulgaris), foi descrita por Linnaeus. Estima-se que atualmente estejam incluídas no género 60 espécies.

### Morfologia
As variadas espécies da família, são semelhantes em morfologia. Consistem geralmente em plantas arbustivas, ou de pequeno porte; algumas assemelham-se a ervas rasteiras. Em sua maioria, as espécies são dióicas, com poucos representantes monoicas. Possuem ramificações decussadas, folhas reduzidas e cones ovulados, geralmente com brácteas carnudas e sementes com tegumento interno e envelope externo. Nos entrenós há estrias longitudinais.
As plantas são bem ramificadas; as folhas - cuja morfologia varia de lisas a fundidas - são opostas com 2 a 4 veias paralelas; geralmente do mesmo nó partem 3 folhas. As sementes (de 1 a 3) podem estar inseridas nos cones na região apical ou axilar, apenas no par superior do cone feminino. A estrutura masculina possui um anteróforo interno com 3 a 12 sinângios biloculares.
A parte apical do tegumento é estendida para um tubo micropilar que serve para a receção do pólen. Os cones de pólen, ou seja os cones masculinos, consistem em microesporângios compactos cercados por brácteas emparelhadas. Os grãos de pólen são distintos, com cristas e vales longitudinais (poliplatos), devido à alternância de regiões com camadas de exina mais espessas e mais finas. Durante a germinação, a exina é eliminada, deixando o gametófito masculino nu, sendo que a exina eliminada se enrola de maneira característica, resultando em estrias transversais.

### Distribuição
A distribuição de Ephedraceae, ocorre nas Zonas Temperadas do Norte e nas cadeias de montanhas da América do Sul. Os solos característicos de sua ocorrência são dos tipos arenosos, rochosos e/ou secos; se desenvolvem bem em climas áridos e semiáridos, pradarias e solos de altitude. No Brasil, apenas a espécie Ephedra tweediana é encontrada, cuja ocorrência está restrita aos Pampas do sul do país, no estado do Rio Grande do Sul, e áreas de restinga; a espécie está incluída na Lista Oficial das Espécies da Flora Brasileira Ameaçadas de Extinção.

### Dispersão
Dados obtidos do registo fóssil, aliados a estudos de genética molecular e dos traços morfológicos de Ephedra, contribuíram para a formulação de hipóteses referentes à dispersão e consequente evolução do clado Ephedraceae. 
Com base nestes dados, sugere-se as populações mediterrânicas como o grupo mais ancestral, o que possibilitou uma formação em anel no padrão de distribuição pelo Velho Mundo. As análises estatísticas, contudo, divergem quanto ao tempo em que essas populações se diferenciaram. Assim, é inferido que o tempo de dispersão para o Novo Mundo remonta a 30 milhões de anos atrás. Apesar das espécies do Novo Mundo constituírem um clado monofilético, evidências sustentam que há aproximadamente 25 milhões de anos, as populações do norte divergiram das populações da América do Sul, antes do fechamento do istmo do Panamá. 
Características morfológicas como a bráctea da estrutura feminina, cujo aspecto carnoso e cor avermelhada, indica endozoocoria, embora os estróbilos e as sementes aladas indicam a possibilidade de anemocoria.

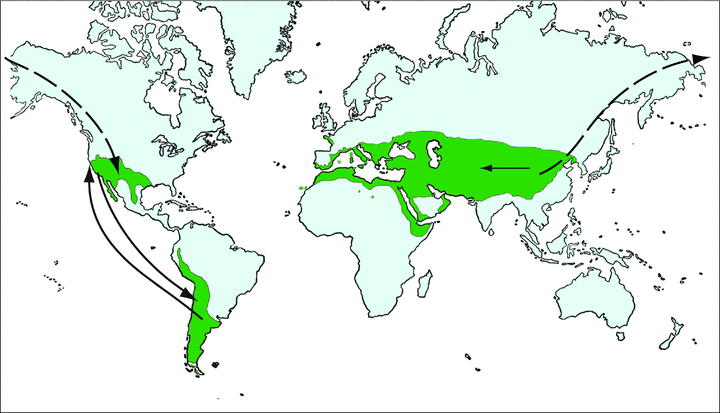
Hipótese de dispersão de Ephedra intercontinental (setas inteiras) e intracontinental (setas tracejadas).

## Filogenia e taxonomia

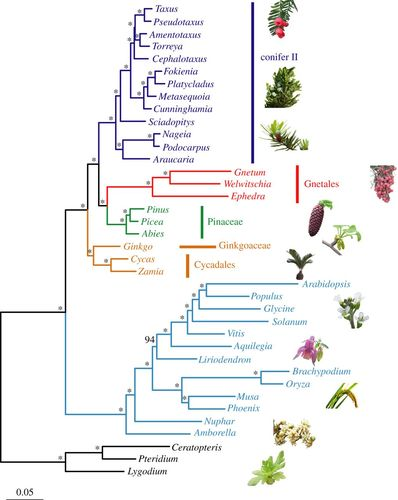
Filogenia de Ephedraceae entre as Spermatophyta (plantas com semente) onde Ephedraceae aparece como grupo irmão do clado que inclui as demais famílias de Gnetales.

### Filogenia
A relação filogenética de Ephedraceae com outras ordens dentro de Lignophyta (plantas que possuem xilema secundário com deposição de (Lignina), conforme Yang, tem causado dificuldade. Com o uso de técnicas moleculares em estudos filogenéticos, Ephedraceae é mais relacionada com as Coníferas(Pinophyta) e outras Acrogymnospermas (Ginkgoales e Cycadales), do que com as angiospermas atuais, como se pensava antes. A relação dentro da Ordem, com 85% de acurácia, aponta Ephedraceae como grupo irmão do clado que engloba Welwitschiaceae e Gnetaceae. Entretanto, recentes estudos paleobotânicos chamam a atenção para as recentes descobertas fósseis que devem ser contrastadas com os dados moleculares obtidos por. A partir de dados de relógio molecular, alguns autores inferem que a evolução de Ephedra ocorreu há 32 milhões de anos; tempo muito mais recente do que o apontado pelas análises de macrofósseis de membros da família que datam do Cretáceo. Diversos fósseis de Ephedraceae com potencial evolutivo têm sido descobertos desde a Ásia, África, Europa e Américas, o que permite estudos conjuntos de dados moleculares e morfológicos para uma inferência mais robusta da família. Considerando caracteres morfológicos das estruturas femininas de reprodução encontradas em evidências paleobotânicas (registo fóssil de plantas)  é possível sustentar a existência em Ephedraceae de 2 subfamílias (Siphonospermoideae e Ephedroideae) e 2 tribos (Liaoxieae e Ephedreae)

### Taxonomia
Ephedraceae é considerado o grupo mais basal entre as gnetófitas extantes. Os membros da família crescem tipicamente como arbustos e têm folhas pequenas e lineares que possuem venação paralela. Os géneros fósseis de Ephedraceae mostram uma gama de morfologias de transição entre as estruturas reprodutivas masculinas e femininas ancestrais e as estruturas reprodutivas altamente compactas típicas da moderna Ephedra.
Os membros modernos da Ephedra têm brácteas membranosas aladas e secas (folhas modificadas que envolvem a semente), que são dispersas pelo vento, sementes cobertas por uma membrana coriácea, que são dispersas por roedores comedores de sementes, ou brácteas carnudas que são consumidas e depois dispersas por aves. Alguns membros extintos da Ephedra, do Cretáceo Inferior, como a Ephedra carnosa, bem como o género fóssil Arlenea, do Cretáceo Inferior do Brasil, têm brácteas carnudas à volta das sementes, o que sugere que estas sementes eram dispersas por animais.

### Géneros
A família Ephedraceae, na sua presente circunscrição taxonómica, agrupa os seguintes géneros:
- Ephedra L. — Cretáceo Inferior ao Holoceno (recente), único género extante na família;
- † Arlenea Ribeiro, Yang, Saraiva, Bantim, Calixto Junior et Lima, 2023[22] — Formação Crato, Brasil, Cretáceo Inferior (Aptiano);
- † Leongathia V.A. Krassilov, D.L. Dilcher & J.G. Douglas 1998[23] — Depósito fóssil de Koonwarra, Austrália, Cretáceo Inferior (Aptiano);
- † Jianchangia Yang, Wang and Ferguson, 2020[24]  — Formação Jiufotang, China, Cretáceo Inferior (Aptiano);
- † Eamesia Yang, Lin and Ferguson, 2018[25] —  Formação Yixian, China, Cretáceo Inferior (Aptiano);
- † Prognetella Krassilov et Bugdaeva, 1999  —  Formação Yixian, China, Cretáceo Inferior (Aptiano), inicialmente interpretado como uma angiosperma;[26]
- † Chengia Yang, Lin & Wang, 2013,[27] — Formação Yixian, China, Cretáceo Inferior (Aptiano);
- † Chaoyangia Duan, 1998[28] — Formação Yixian, China, Cretáceo Inferior (Aptiano);
- † Eragrosites Cao & Wu, 1998 — Formação Yixian, China, Cretáceo Inferior (Aptiano);
- † Gurvanella  Krassilov, 1982 — China, Mongólia, Cretáceo Inferior;
- † Alloephedra Tao & Yang, 2003 — China, Cretáceo Inferior (considerado um sinónimo taxonómico de Ephedra por alguns autores);
- † Amphiephedra Miki, 1964 — China, Cretáceo Inferior;
- † Beipiaoa Dilcher et al., 2001 — China, Cretáceo Inferior;
- † Ephedrispermum Rydin, K.R.Pedersen, P.R.Crane et E.M.Friis, 2006 — Portugal, Cretáceo Inferior (Aptiano-Albiano);
- † Ephedrites Guo & Wu, 2000 — China, Cretáceo Inferior;
- † Erenia Krassilov, 1982 — China, Mongólia, Cretáceo Inferior;
- † Liaoxia[29] — Cao et al. 1998 China, Cretáceo Inferior;
- † Dichoephedra Ren et al. 2020[30] — China, Cretáceo Inferior;
- † Pseudoephedra Liu & Wang, 2015[31] — China, Cretáceo Inferior.

### Espécies extantes
O género Ephedra, o único género sobrevivente da família Ephedraceae, integra as seguintes espécies:
- Ephedra alata Decne
- Ephedra altissima Desf.
- Ephedra americana Humb. & Bonpl. ex Willd.
- Ephedra antisyphilitica Berl. ex C.A.Meyer
- Ephedra aspera Engelm. ex S.Wats.
- Ephedra boelckei F.A.Roig
- Ephedra californica S.Wats.
- Ephedra campylopoda C.A.Mey.
- Ephedra chilensis C.Presl.
- Ephedra ciliata Fisch. ex C.A.Mey.
- Ephedra coryi E.L.Reed
- Ephedra cutleri Peebles
- Ephedra dahurica Turcz.
- Ephedra distachya L.
- Ephedra equisetina Bunge
- Ephedra fasciculata A.Nels.
- Ephedra fedtschenkoae Pauls.
- Ephedra foliata Boiss. ex C.A.Mey.
- Ephedra fragilis Desf.
- Ephedra frustillata Miers
- Ephedra funerea Coville & Morton
- Ephedra gerardiana Wallich ex C.A.Meyer
- Ephedra holoptera Riedl
- Ephedra intermedia Schrenk ex C.A.Meyer
- Ephedra lepidosperma C.Y.Cheng
- Ephedra likiangensis Florin
- Ephedra lomatolepis Shrenk
- Ephedra macedonica Kos.
- Ephedra major Host
- Ephedra minuta Florin
- Ephedra monosperma C.A.Meyer
- Ephedra multiflora Phil. ex Stapf
- Ephedra nevadensis S.Wats.
- Ephedra pachyclada Boiss.
- Ephedra pedunculata Engelm. ex S.Wats.
- Ephedra procera Fisch. & C. A. Mey.
- Ephedra przewalskii Stapf
- Ephedra regeliana Florin
- Ephedra saxatilis (Stapf) Royle ex Florin
- Ephedra sinica Stapf
- Ephedra strobilacea Bunge
- Ephedra torreyana S.Wats.
- Ephedra trifurca Torrey ex S.Wats.
- Ephedra viridis Coville

## Aplicações fitoterápicas

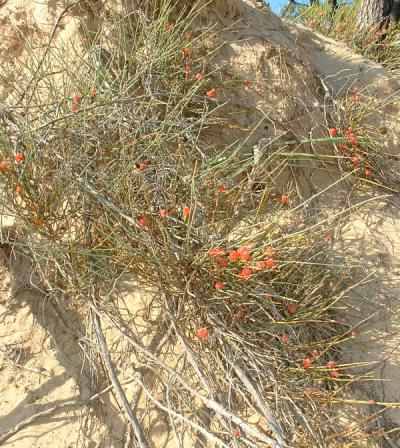
Planta de Ephedra, da qual se estrai efedrina

A partir dos ramos mais jovens de Ephedra, pode extrair-se um alcaloide, a efedrina, com propriedades medicinais, cujos princípios ativos são usados em fitoterapia desde a China Antiga (5000 a.C.). O uso natural da Ephedra na China atual é muito semelhante ao uso histórico. Toma-se frequentemente para aliviar arrepios, febres, tosses e pieiras, e também se toma em forma de pó misturada com remânia (Rehmannia glutinosa) para tratar deficiências “yin” dos rins.
A Ephedra usa-se atualmente como medicamento natural nos países ocidentais numa decoção para tratar asma, febre dos fenos, início de constipações e gripes fortes, para aumentar a tensão arterial, e possivelmente para iniciar a menstruação. Também se usa em forma de tintura para aliviar o reumatismo e para dores em geral.

## Galeria

Ephedraceae fósseis
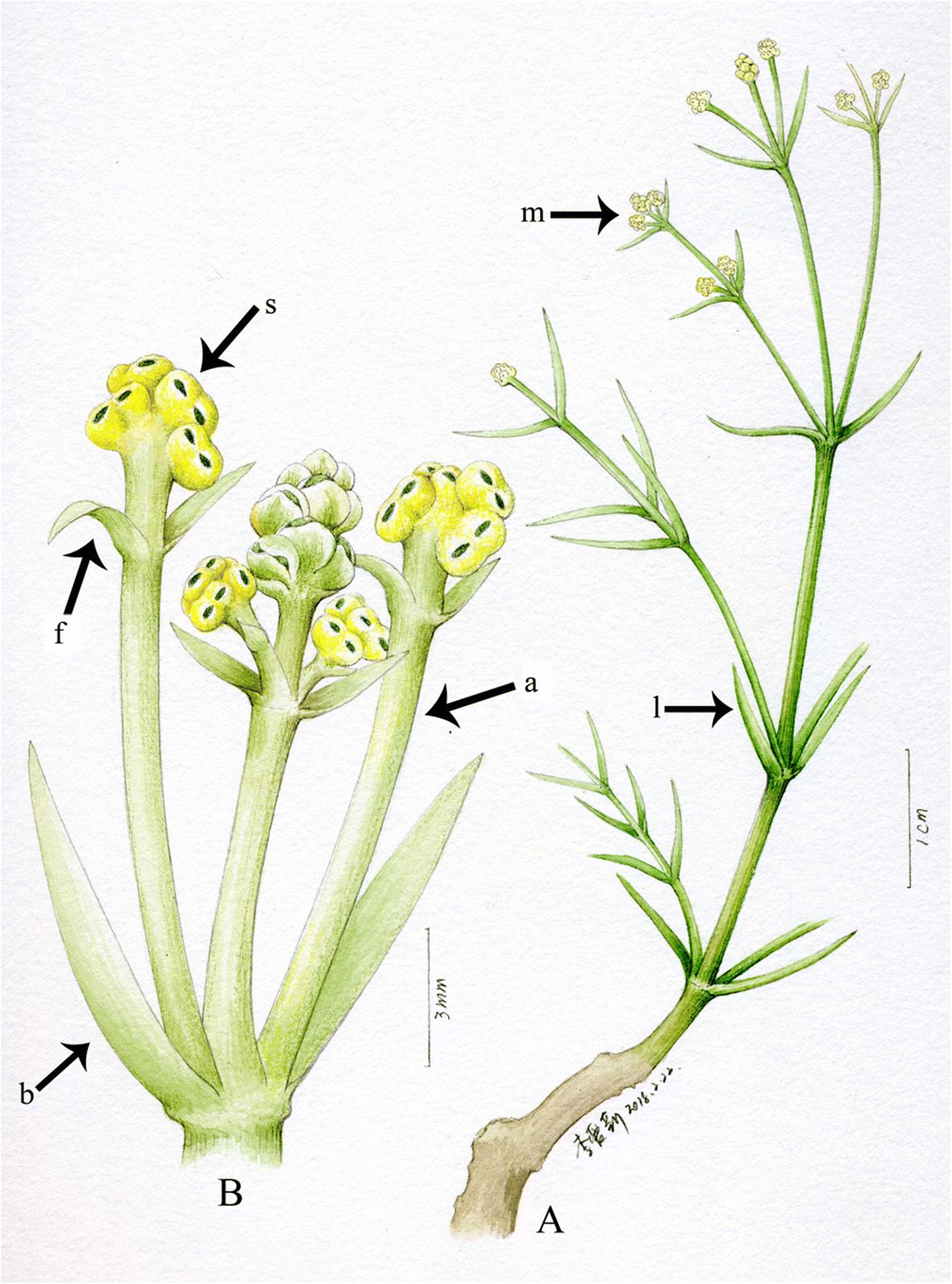
Eamesia, mostrando o cone masculino (B)
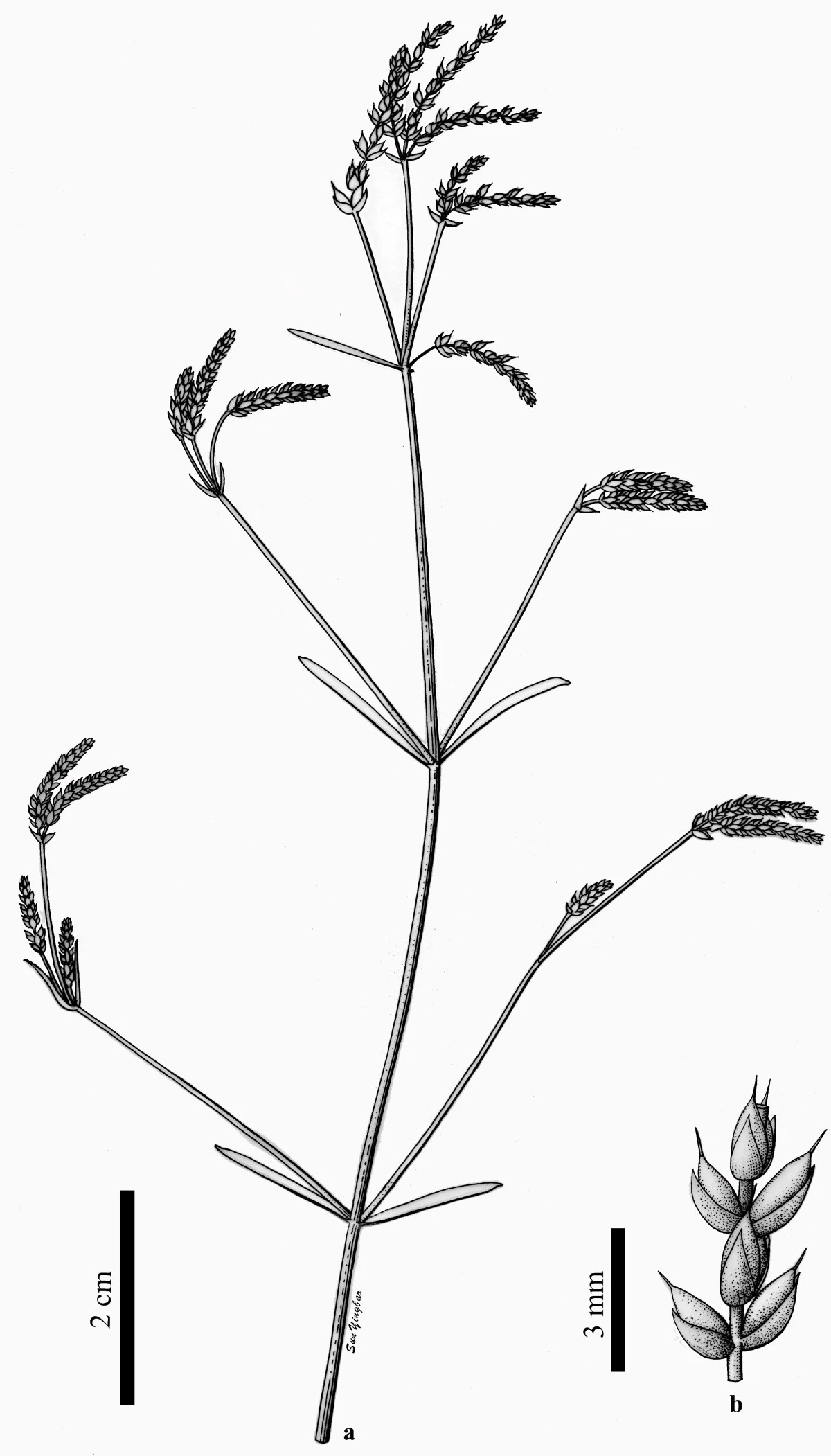
Chengia, mostrando o espigão reprodutor feminino (B)
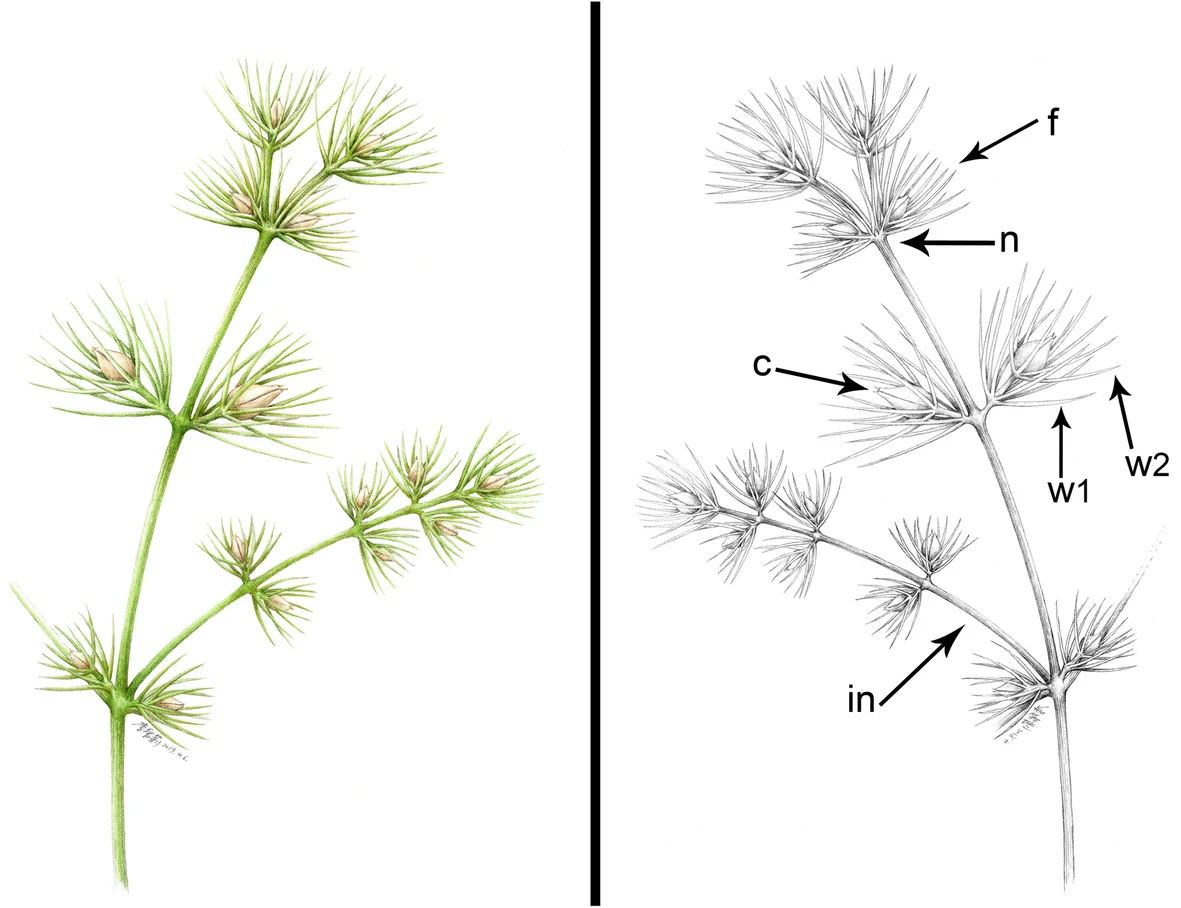
Jianchangia, mostrando clamidóspermas (C) e cone ovulado (F)
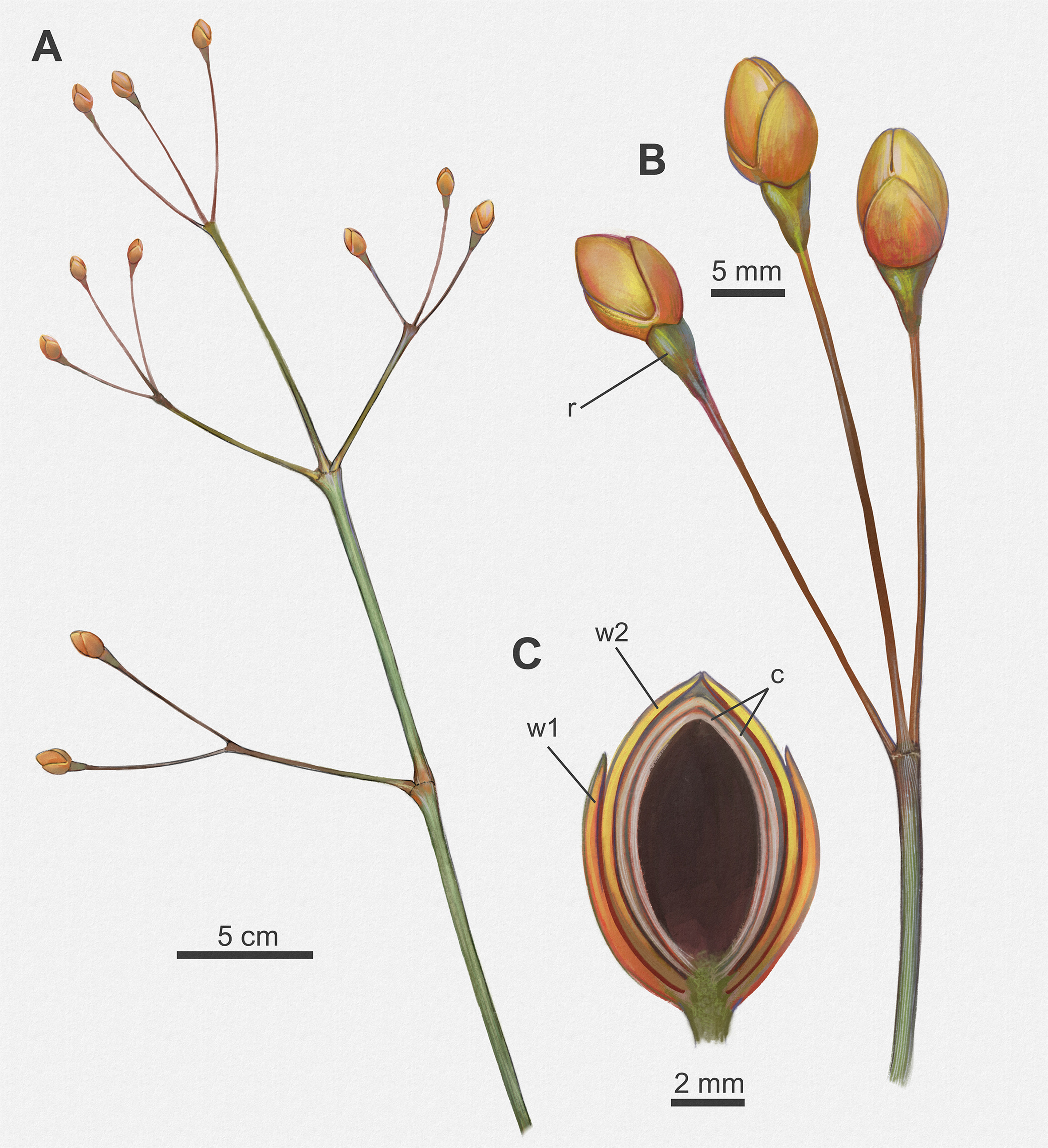
Diagrama de Arlenea, mostrando a região terminal com estruturas reprodutivas femininas (B) e secção transversal de uma estrutura reprodutiva feminina (C)